# Пруд Алтуфьевского района
Пруд Алту́фьевского района (пруд на Инженерной улице; Инжене́рный пруд, пруд у кинотеатра «Марс») — искусственный водоём в Алтуфьевском районе Северо-Восточного административного округа города Москвы. Расположен на пересечении Инженерной улицы с Алтуфьевским шоссе.

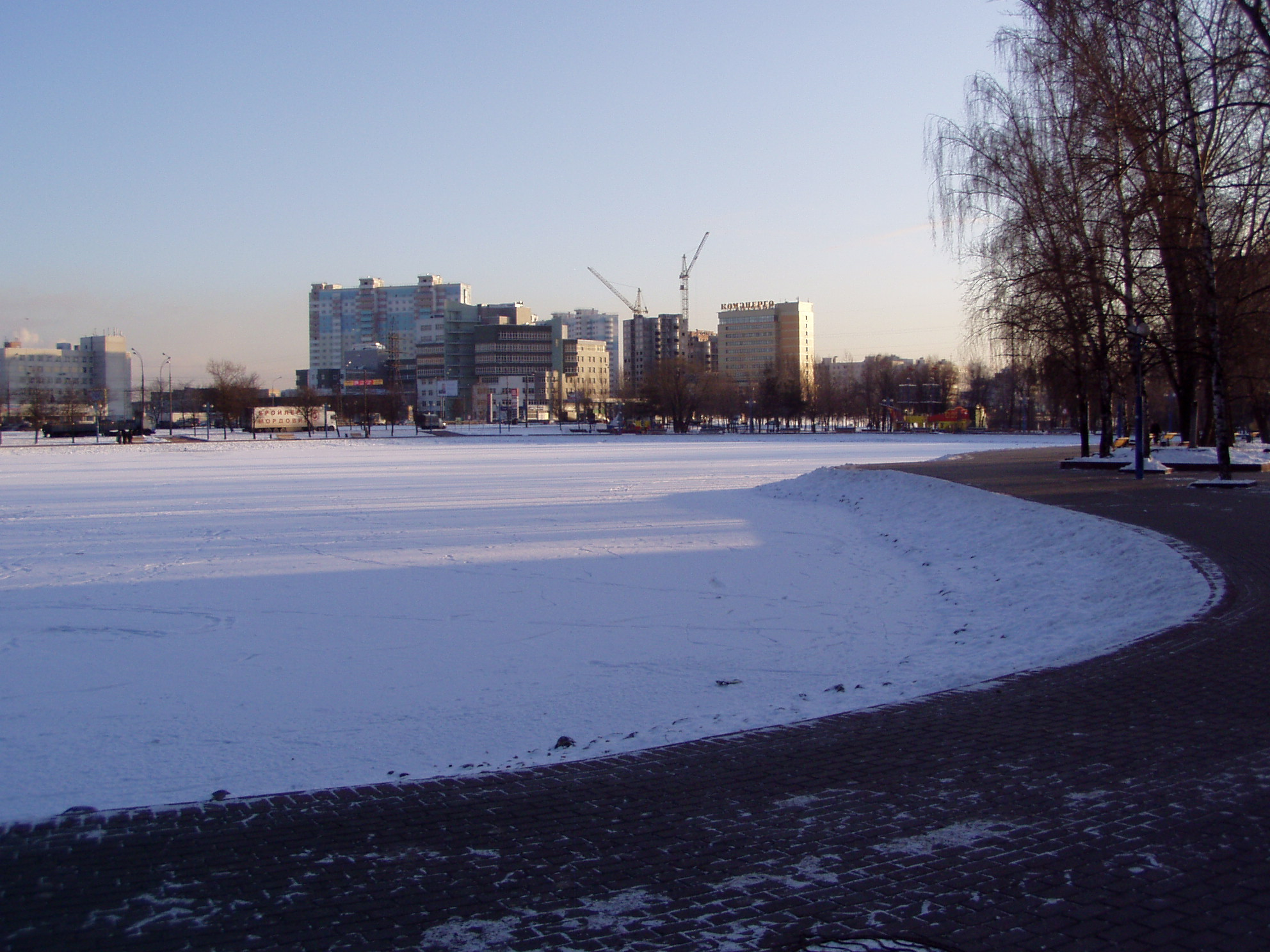
Пруд в декабре 2009 года

## Описание
Пруд имеет прямоугольную форму, на северо-западной стороне находится небольшой залив с закруглёнными углами. Площадь пруда составляет 1,5 га, длина — 150 метров, ширина — 100 метров. Сток водоёма проходил во Владыкинский ручей. Берега водоёма открытые, низкие, укреплены габионами. Недалеко от пруда находится Храм Торжества Православия

## История
В 1910 году в окрестностях Алтуфьево был построен кирпичный завод Ивана Андреевича Мазова. Для нужд завода искусственно создали пруд в одном из притоков реки Ольшанки.
В 1964 году улица, расположенная рядом с водоёмом, получила название Инженерной, по ней у пруда возник одноименный гидроним.
В 1964 году недалеко от водоёма, на месте соседнего пруда, был построен кинотеатр «Марс», из-за чего пруд получил одно из своих названий. Позднее в течение долгого времени кинотеатр был закрыт, а в 2018 году снесён. 21 октября 2020 года на месте снесённого кинотеатра открылся торгово-развлекательный центр «Марс», а в конце того же года набережная пруда и окрестная территория (сквер, детская зона отдыха, подземный туалет) были капитально реконструированы.

## Рекреационные возможности
По берегам расположены зоны летнего и зимнего отдыха. Купание в водоёме запрещено.